# رایکوویچه
رایکوویچه (به صربی: Rajkoviće) یک منطقهٔ مسکونی در صربستان است که در نووی پازار واقع شده‌است.